# Schneeberg (Salzburger Schieferalpen)
Der Schneeberg ist ein 1938 m ü. A. hoher, doppelgipfeliger Berg in den Dientener Bergen. Er erhebt sich westlich von Mühlbach am Hochkönig im Bundesland Salzburg. Der Hauptgipfel trägt den Namen Dientner Schneeberg (auch Schneebergkreuz), der 17 Meter niedrigere Nebengipfel wird als Mühlbacher Schneeberg bezeichnet und liegt rund 400 Meter nordöstlich.
An der Nord- und Ostseite gibt es mehrere Skipisten, sie gehören zur Skiregion Hochkönig, einem Teil von Ski amadé.